# Chaetaster vestitus
Chaetaster vestitus is een zeester uit de familie Chaetasteridae.
De wetenschappelijke naam van de soort werd in 1910 gepubliceerd door René Koehler.